# Напірний тиск

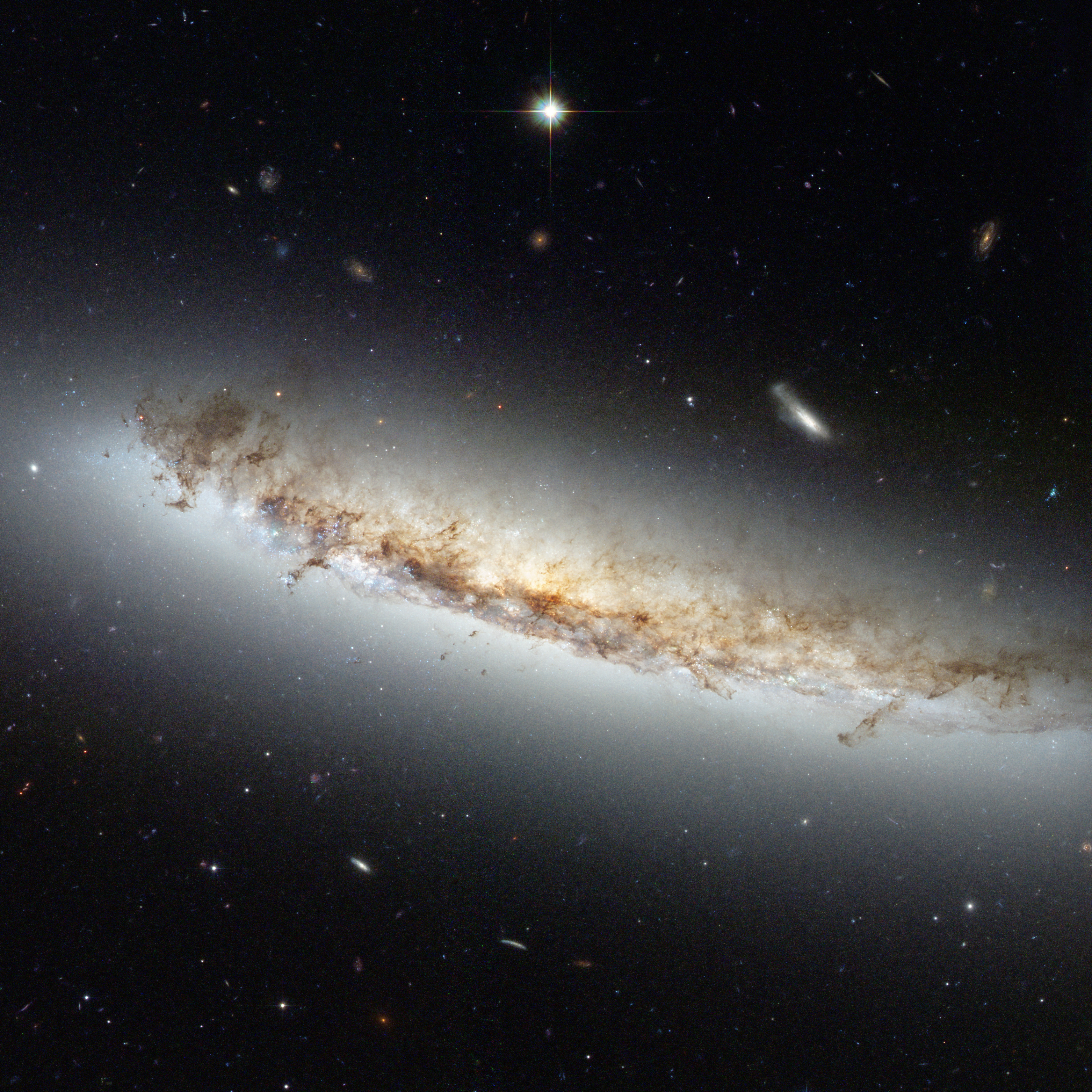
Змітання речовини з галактики NGC 4402 під дією напірного тиску під час її падіння до надскупчення Діви (поза зображенням, внизу ліворуч). Зверніть увагу на пил (коричневий), що тягнеться позаду галактики (вище й правіше) у порівнянні з вільним від пилу (блакитно-білим) переднім краєм.

Напірний тиск (англ. ram pressure) — тиск, який діє на тіло, що рухається в рідині або газі, викликаний відносним об’ємним рухом речовини, а не випадковим тепловим рухом молекул. Напірний тиск викликає силу опору, що діє на тіло. Напірний тиск дається в тензорній формі як
{\displaystyle P_{\text{ram}}=\rho u_{i}u_{j}} ,
де {\displaystyle \rho } – густина речовини, а {\displaystyle P_{\text{ram}}} - потік імпульсу за одиницю часу в напрямку {\displaystyle i} через поверхню з нормаллю в напрямку {\displaystyle j}. {\displaystyle u_{i},u_{j}} є складовими швидкості речовини в цих напрямках. Повний тензор напружень Коші {\displaystyle \sigma _{ij}} є сумою цього тиску та ізотропного теплового тиску (за відсутності в’язкості).
У найпростішому випадку, коли відносна швидкість перпендикулярна до поверхні, а імпульс повністю передається об’єкту, напірний тиск набуває форми
{\displaystyle P_{\text{ram}}=\rho u^{2}}.

## Виведення

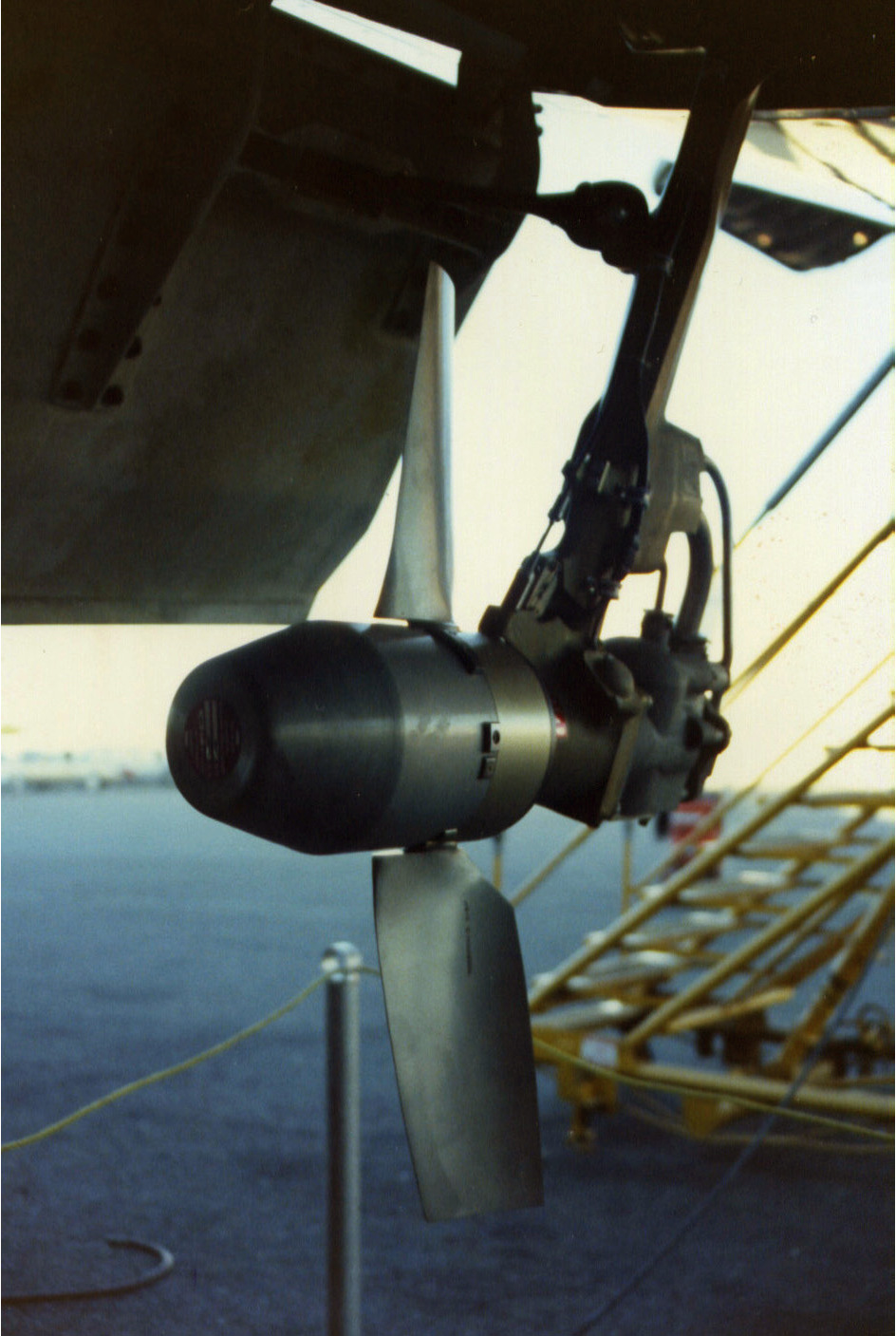
Аварійна авіаційна турбіна виробляє електроенергію за рахунок обертання через напірний тиск.

Ейлерова форма рівняння Коші для речовини має вигляд
{\displaystyle \rho {\frac {\partial {\vec {u}}}{\partial t}}=-{\vec {\nabla }}p-\rho ({\vec {u}}\cdot {\vec {\nabla }}){\vec {u}}+\rho {\vec {g}}},
де {\displaystyle p} - тиск, {\displaystyle {\vec {u}}} - швидкість речовини, {\displaystyle \rho } - густина речовини, а {\displaystyle {\vec {g}}} - прискорення вільного падіння. Ейлерова швидкість зміни імпульсу в напрямку {\displaystyle i} у точці таким чином дорівнює (з використанням нотації Ейнштейна):
{\displaystyle {\begin{aligned}{\frac {\partial }{\partial t}}(\rho u_{i})&=u_{i}{\frac {\partial \rho }{\partial t}}+\rho {\frac {\partial u_{i}}{\partial t}}\\&=u_{i}{\frac {\partial \rho }{\partial t}}-{\frac {\partial p}{\partial x_{i}}}-\rho u_{j}{\frac {\partial u_{i}}{\partial x_{j}}}+\rho g_{i}.\end{aligned}}}
Підставляючи закон збереження маси, записаний у формі
{\displaystyle {\frac {\partial \rho }{\partial t}}=-{\vec {\nabla }}\cdot (\rho {\vec {u}})=-{\frac {\partial (\rho u_{j})}{\partial x_{j}}}} ,
це еквівалентно
{\displaystyle {\begin{aligned}{\frac {\partial }{\partial t}}(\rho u_{i})&=-{\frac {\partial p}{\partial x_{i}}}+\rho g_{i}-{\frac {\partial }{\partial x_{j}}}(\rho u_{i}u_{j})\\&=-{\frac {\partial }{\partial x_{j}}}\left[\delta _{ij}p+\rho u_{i}u_{j}\right]+\rho g_{i}\end{aligned}}}
Тут використано правило добутку та символ Кронекера {\displaystyle \delta _{ij}}. Перший член у дужках відповідає ізотропному тепловому тиску, а другий — напірному тиску.
У цьому контексті напірний тиск — це передача імпульсу шляхом адвекції (потік речовини, що переносить імпульс через поверхню в тіло). Маса за одиницю секунди, що перетікає в об’єм {\displaystyle V}, обмежений поверхнею {\displaystyle S}, дорівнює
{\displaystyle -\oint _{S}\rho {\vec {u}}\cdot \mathrm {d} {\vec {S}}}
Тоді імпульс, який він входить у тіло за одиницю часу, становить
{\displaystyle -\oint _{S}{\vec {u}}\rho {\vec {u}}\cdot \mathrm {d} {\vec {S}}=-\int _{V}{\frac {\partial }{\partial x_{j}}}\left[u_{i}\rho u_{j}\right]\mathrm {d} V,}
що дорівнює члену з напірним тиском. Цей розгляд можна поширити на сили аерогідродинамічного опору. Якщо вся речовина, що падає на поверхню, передає весь свій імпульс тілу, то це еквівалентно (з точки зору переданого імпульсу) речовині, яка входить в об’єм. З іншого боку, якщо передається лише швидкість, перпендикулярна до поверхні, зсувних сил немає, і ефективний тиск на поверхню збільшується на
{\displaystyle P_{\text{ram}}=\rho u_{n}^{2}} ,
де {\displaystyle u_{n}} – компонента швидкості, перпендикулярна до поверхні.

## Астрофізичні приклади напірного тиску

### Змітання галактичної речовини напірним тиском

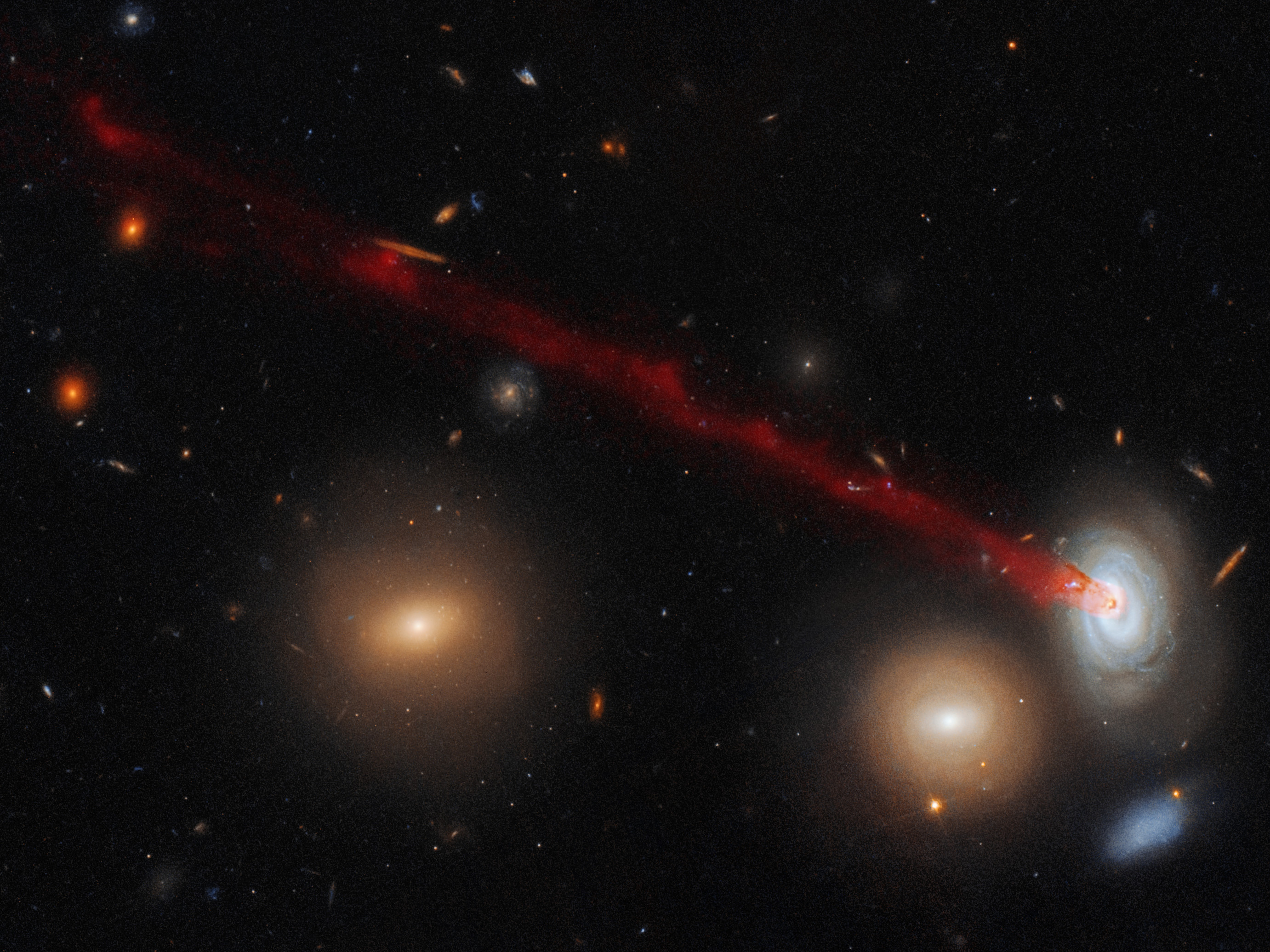
Хвости в спіральній галактиці D100, знайденій у скупченні Волосся Вероніки, утворені шляхом змітання речовини напірним тиском

У галузі астрономії та астрофізики Джеймс Ганн і Джон Річард Готт першими припустили, що галактики в скупченнях, рухаючись крізь гаряче внутрішньокластерне середовище, відчуватимуть тиск
{\displaystyle P_{r}\approx \rho _{e}v^{2}}
де {\displaystyle P_{r}} - напірний тиск, {\displaystyle \rho _{e}} - густина внутрішньокластерного газу, а {\displaystyle v} - швидкість галактики відносно газу. Цей напірний тиск може брати гору над силою тяжіння й витискати газ із галактики. На зображенні NGC 4402 можна побачити докази такого змітання речовини. Галактики, що втрачають речовину під впливом напірного тиску, часто мають великий хвіст, і тому їх зазвичай називають «галактиками-медузами».
Вважається, що змітання речовини напірним тиском справляє значний вплив на еволюцію галактик. У міру того, як галактики падають до центру скупчення, вони втрачають усе більше газу, включно з холодним, щільним газом, який є джерелом зореутворення. У спіральних галактиках, які впали до ядра скупчень Діви та Коми, газ (нейтральний водень) був втрачений через напірний тиск. Моделювання показує, що цей процес може відбуватися відносно швидко - час до повної втрати газу може займати від 100 млн. до кількох мільярдів років.
Під час змітання галактичного газу напірним тиском зореутворення може бути тимчасово прискорене.

### Напірний тиск при вході в атмосферу

#### Метеороїди
Метеороїди потрапляють в атмосферу Землі з космосу, подорожуючи з гіперзвуковою швидкістю щонайменше 11 км/с і часто набагато швидше. Коли метеороїд рухається крізь розріджені верхні шари атмосфери Землі, його величезна швидкість стискає повітря перед ним, створюючи ударну хвилю, від чого метеороїд відчуває напірний тиск. Оскільки повітря перед метеоритом стискається, його температура швидко підвищується. Це викликано не тертям, а стисненням газу. Напірний тиск і дуже високі температури, які він викликає, є причинами згоряння та руйнування більшості метеороїдів у атмосфері, натомість як більші та твердіші метеороїди можуть вибухнути під час метеорного вибуху.
Такий вибух відбувається, коли дрібні потоки перегрітого повітря проникають у тріщини та розломи на поверхні передньої поверхні метеороїда. Як тільки ця плазма високого тиску потрапляє всередину метеороїда, вона чинить величезну силу на внутрішню структуру тіла. Це відбувається тому, що перегріте повітря тепер діє на набагато більшу площу поверхні. Це раптове зростання сили, що діє на метеороїд, порушує структурну цілісність тіла, і воно починає руйнуватися. Розпад метеороїда дає ще більшу загальну площу поверхні, на яку діє перегріте повітря, і тому він відбувається із самоприскоренням. Такий вибух змушує метеороїд розпадатися з гіперзвуковою швидкістю, яку можна порівняти зі швидкістю вибухової детонації.

#### Космічні апарати

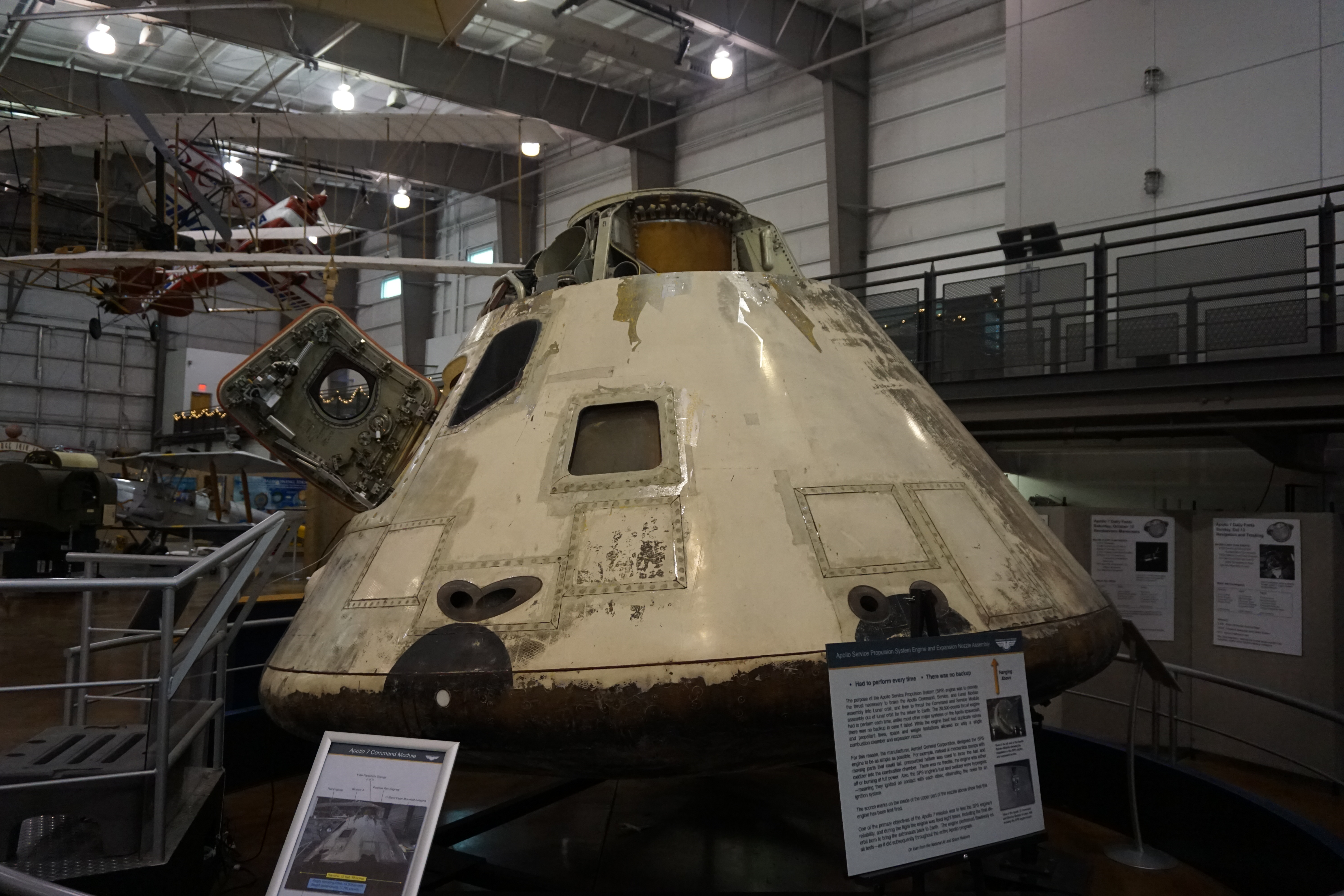
Командний модуль Аполлона-7

Гаррі Аллен і Альфред Еггерс з НАСА використали розуміння напірного тиску, щоб розробити методологію входження в атмосферу для космічних апаратів: велике тіло, рухаючись тупим кінцем вперед, створює в атмосфері прикордонний шар стисненого повітря, який служить буфером між поверхнею тіла та нагрітим від стиснення повітрям. Іншими словами, кінетична енергія перетворюється в нагрівання повітря за допомогою напірного тиску, і це нагріте повітря швидко віддаляється від поверхні предмета з мінімальною фізичною взаємодією, а отже, мінімальним нагріванням тіла. У той час це здавалося нелогічним і вважалося, що гострі, обтічні профілі кращі. Така модель руху тупим кінцем вперед була використана в капсулах епохи Аполлона.